# Vasilīs Psīfidīs
Vasilīs Psīfidīs (in greco: Βασίλης Ψηφίδης; Salonicco, 17 giugno 1944) è un allenatore di calcio ed ex calciatore greco, di ruolo difensore e centrocampista, tecnico dell'Hellas Houston.

## Carriera
Dal 1964 al 1971 milita nell'Arīs Salonicco, con cui ottiene come miglior piazzamento il terzo posto nella Alpha Ethniki 1968-1969 e soprattutto la vittoria della coppa di Grecia 1969-1970, in cui gioca la finale del 28 giugno contro i rivali cittadini del PAOK, subentrando al cinquantanovesimo minuto a Sofoklis Semertzis.
La militanza nell'Arīs si interruppe solo brevemente nell'estate 1968, quando venne ingaggiato dagli statunitensi del Houston Stars, impegnati nella neonata North American Soccer League. Con gli Stars ottenne il secondo posto della Gulf Division della NASL 1968, non riuscendo ad accedere alla fase finale del torneo.
Nel 1971 si trasferisce in Sudafrica per giocare nell'Hellenic.
Nel 1972 torna in Texas per giocare nei Dallas Tornado, con cui raggiunge le semifinali della North American Soccer League 1972, perse contro i futuri campioni del N.Y. Cosmos.
Ritorna a giocare in patria nella stagione 1973-1974 con il Kavala, con cui ottenne il dodicesimo posto in campionato.
Terminata l'esperienza al Kavala, Psifidis nel 1974 torna ai Tornado, con cui raggiunge nuovamente le semifinali della NASL.
Lasciato il calcio giocato, nel 1974 è uno dei fondatori della squadra texana dell'Hellas Houston, di cui diverrà anche l'allenatore.

## Palmarès
- Coppa di Grecia: 1

Arīs Salonicco: 1969-1970